# Jardin de l'Îlot-Rébeval
Le jardin de l'Îlot-Rébeval est un espace vert du 19e arrondissement de Paris, en France.

## Situation et accès
Le site est accessible par le 5, rue de Belleville, les 10-12, rue Rébeval, les 7-9, rue Jules-Romains et les 8-10, boulevard de la Villette.
Il est desservi par les lignes 2 et 11 à la station Belleville.

## Historique
Le jardin est créé en 1984.